# Stolnik wielki litewski
Stolnik wielki litewski (łac. dapifer Magni Ducatus Lithuaniae) – urząd dworski Wielkiego Księstwa Litewskiego I Rzeczypospolitej.
Do jego kompetencji należało nakrywanie stołu wielkiego księcia litewskiego. W czasach nowożytnych urząd stał się czysto honorowym, a powinności stolnika ograniczały się do honorowej asysty w uroczystościach i ceremoniach dworskich.